# Кюльсхайм
Кюльсхайм (нем. Külsheim) — город в Германии, в земле Баден-Вюртемберг. 
Подчинён административному округу Штутгарт. Входит в состав района Майн-Таубер.  Население составляет 5437 человек (на 31 декабря 2010 года). Занимает площадь 81,46 км². Официальный код  —  08 1 28 064.